# Ракета Гибралтар
«Ракета на Гибралтар» — драматическая лента о дне рождения главного героя, на которое собралась вся большая семья. Многочисленные внуки узнают о желанном подарке именинника и во что бы то ни стало хотят осуществить его мечту.

## Сюжет
Приближается 77-летие Ливая Рокуэлла, его четверо детей и восемь внуков собираются все вместе. Дети играют, катаются на велосипеде. Оказывается, что не все они приготовили подарок дедушке. Они решают спросить, что же он хочет. Ливай рассказал о своём желании быть погребённым как викинг: тело кладут в лодку, а когда она отойдёт подальше от берега, запускают в неё подожжённую стрелу. Блу предлагает воплотить мечту дедушки. Все упорно, тайком от родителей, начинают мастерить лодку.
В праздничный день после ужина дети обнаруживают, что дедушка умер. Внуки заворачивают тело в одеяло, угоняют автомобиль и везут к лодке. Родители начинают переживать и бросаются искать пропавших сыновей и дочерей. Тем временем ребята загружают тело дедушки в лодку и стреляют в него горящей стрелой. Родители приезжают и смотрят на огонь в воде, пока лодка не теряется из виду.

## В ролях
| Актер            | Роль            |
| ---------------- | --------------- |
| Берт Ланкастер   | Ливай Рокуэлл   |
| Сьюзи Эмис       | Эгги Рокуэлл    |
| Патриша Кларксон | Роуз Блэк       |
| Маколей Калкин   | Блу Блэк        |
| Анджела Готалс   | Дон Блэк        |
| Фрэнсис Конрой   | Руби Генсон     |
| Джон Гловер      | Роло Рокуэлл    |
| Шинейд Кьюсак    | Аманда Рокуэлл  |
| Сара Рю          | Джессика Генсон |
| Билл Пуллман     | Кроу Блэк       |
| Кевин Спейси     | Двейн Генсон    |

## Создание фильма

### Производство
Съёмки фильма проходили в Нью-Йорке, США.

### Съёмочная группа
- Кинорежиссёр — Дэниел Петри
- Сценарист — Амос По
- Кинопродюсер — Джеффри Вайсс
- Композитор — Эндрю Пауэлл
- Кинооператор — Йост Вокано
- Монтажёр — Мелоді Лондон
- Художник-постановщик — Билл Грум
- Художник-декоратор — Бетси Кломпус
- Подбор актёров — Донна Айзексон, Джон С. Лайонс[3].

## Восприятие
Фильм получил смешанные отзывы. На сайте Rotten Tomatoes оценка ленты составляет 58 % на основе 1 166 отзывов от зрителей (средняя оценка 3,4/5). Фильм получил «рассыпанный попкорн» от зрителей, Internet Movie Database — 6,6/10 (1 612 голосов).